# Рудно-Гурне
Ру́дно-Гу́рне (пол. Rudno Górne) — село в Польше в сельской гмине Иголомя-Вавженьчице Краковского повета Малопольского воеводства.

## География
Село располагается в 6 км от административного центра гмины Вавженьчице и в 27 км от административного центра воеводства города Краков.
В 1975—1998 годах село входило в состав Краковского воеводства. На территории села археологами была обнаружены артефакты, принадлежащие культуре воронковидных кубков.

## Население
По состоянию на 2013 год в селе проживало 355 человек.
| 2010 | 2013 |
| ---- | ---- |
| 351  | 355  |

| Перепись  | Всего   | Всего | Женщины | Женщины | Мужчины | Мужчины |
| --------- | ------- | ----- | ------- | ------- | ------- | ------- |
| Единицы   | человек | %     | человек | %       | человек | %       |
| Население | 355     | 100   | 185     |         | 170     |         |